# Água Rosada
La Maison d' Água Rosada, est la dernière lignée royale  du royaume du Kongo du XVIIIe au XXe siècle. Elle est également l'une des principales factions pendant la  guerre civile du Kongo aux côtés des kandas Mpanzu, Nlaza et a Mvika  .

## Étymologie
En Portugais « Água Rosada » signifie « Eau rose », en se référant au fleuve Congo.

## Origines
La Maison d'Água Rosada est établie par  Garcia Nkanga a Mvemba, Álvaro Nimi a Mvemba et Pedro Nusamu a Mvemba,  les trois fils du roi Sebastião Ne Nvemba a Lukeni de Kibangu, qui était un membre de la maison de Kinlaza et de son épouse issue de la  maison de Kimpanzu,  de ce fait cette nouvelle maison était née de l'union des maisons de Kinlaza et Kimpanzu et finalement partageait la même origine Kilukeni que les autres ce qui légitimait ses prétentions à la royauté.
Les trois frères contrôlaient comme quartier général la forteresse montagnarde de Kibangu. Pendant la guerre civile du Kongo toutes les diverses parties revendiquaient la souveraineté sur le Kongo ou ce qu'il en restait, mais leur pouvoir réel, dépassait rarement leur forteresse patrimoniale et la région environnante.
La maison Água Rosada devient prédominante lorsque le cadet des trois frères, devenu le roi Pierre IV du Kongo réunifie le royaume en 1709, mettant fin à une guerre civile de 44 années. Plus tard il élabore un accord prévoyant un partage du pouvoir sur la base d'une rotation du titre royal qui passerait alternativement des  Kinlaza aux Kimpanzu, pendant que les Água Rosada  maintenaient leur neutralité avec le titre de « Prince »  dans leur forteresse de Kibangu. Toutefois la maison Água Rosada sera à l'origine de huit Manikongo dont les cinq derniers.

## Articles liés
- Kilukeni
- Dynastie Kwilu
- Kinlaza
- Kimpanzu
- Kinkanga